# Herbert Teichert
Herbert Teichert (8 aprile 1934) è un ex calciatore tedesco, di ruolo ala sinistra.

## Carriera
Nella stagione 1957-1958 è in forza al Bochum, con cui ottenne il quattordicesimo posto nella Oberliga West. Per la stagione seguente viene ingaggiato dal Magonza, con cui ottenne l'undicesimo posto nella Oberliga Südwest.
Nel 1976 è assistente allenatore dell'inglese Bill Foulkes presso gli statunitensi Chicago Sting.